# Isola Penguin (Shetland Meridionali)
L’Isola Penguin (in lingua inglese: Penguin Island, Isola dei pinguini; varianti del nome: Georges Island, Île Pingouin, Isla Pingüino e Penguin Isle) è una tra le più piccole isole che compongono l'arcipelago delle Isole Shetland Meridionali, in Antartide.

## Caratteristiche
L'isola, di forma ovale e priva di ghiaccio, è situata poco lontano dalla costa meridionale della più grande Isola di re Giorgio, e demarca il fianco orientale dell'entrata alla Baia di Re Giorgio. Ha una lunghezza di 1,6 km e una larghezza di 1,4 km.
La linea costiera è caratterizzata da basse scogliere, con una spiaggia sulla costa settentrionale che permette un accesso all'isola. All'interno, nella parte nordorientale dell'isola, è presente un piccolo lago. Il punto più elevato è il Deacon Peak, un cono di scorie basaltiche che si ritiene sia stato attivo fino a circa 300 anni fa.
Nella parte orientale dell'isola si trova il cratere Petrel, originatosi come maar, e che si ritiene abbia eruttato per l'ultima volta nel 1905.

## Denominazione
L'isola fu avvistata nel gennaio 1820 da una spedizione britannica comandata da Edward Bransfield, che ne assegnò l'attuale denominazione perché le sue coste erano affollate da numerose colonie di pinguini.

## Important Bird Area
Nonostante le sue ridotte dimensioni, l'isolotto è stato identificato come Important Bird Area (IBA)(ANT064) da BirdLife International perché ospita una vasta gamma di uccelli marini, tra cui una colonia di oltre 600 coppie di ossifraghe del sud. Vi sono inoltre i pinguini delle specie pigoscelide di Adelia e pigoscelide antartico oltre a sterne antartiche e il gabbiano zafferano meridionale. L'isola è inoltre un regolare punto di aggregazione per la foca di Weddell e l'elefante marino del Sud.
La diminuzione della popolazione di uccelli marini avvenuta negli anni 2000, ha però fatto perdere all'Isola Penguin il suo status di Important Bird Area (IBA).